# رايموند غرينليف
رايموند غرينليف (بالإنجليزية: Raymond Greenleaf)‏ هو ممثل أمريكي، ولد في 1892 في غلوستر في الولايات المتحدة، وتوفي في 29 أكتوبر 1963 في وودلاند هيلز، كاليفورنيا في الولايات المتحدة.

## أعمال

### أفلام
- (1950) بورت أوف نيويورك

## وصلات خارجية
- رايموند غرينليف على موقع IMDb (الإنجليزية)
- رايموند غرينليف على موقع ألو سيني (الفرنسية)
- رايموند غرينليف على موقع أول موفي (الإنجليزية)
- رايموند غرينليف على موقع قاعدة بيانات برودواي على الإنترنت (الإنجليزية)
- رايموند غرينليف على موقع قاعدة بيانات الأفلام السويدية (السويدية)
- رايموند غرينليف على موقع قاعدة بيانات الفيلم (الإنجليزية)
- رايموند غرينليف على موقع كينوبويسك (الروسية)